# Ленінське (Єсільський район)
Ле́нінське (каз. Ленинское) — село у складі Єсільського району Акмолинської області Казахстану. Входить до складу Красивинського сільського округу.
Населення — 120 осіб (2021; 201 у 2009, 239 у 1999, 356 у 1989).
Національний склад станом на 1989 рік:
- німці — 53 %;
- українці — 23 %.